# SQUARE THE CIRCLE
『SQUARE THE CIRCLE』（スクウェア・ザ・サークル）は、川田まみの4枚目のオリジナルアルバム。2012年8月8日にジェネオン・ユニバーサル・エンターテイメントジャパンより発売された。

## 概要
前作『LINKAGE』から約2年5カ月振りのリリースとなるオリジナルアルバム。前作から本作までのシングル4作の内の3曲を収録しているが、5月30日にリリースされた『Borderland』は収録されていない。
タイトルの「SQUARE THE CIRCLE」とは英語で「円の正方形化」を意味する。
初回限定版は『緋色の空』『seed』『portamento』の各PVおよび本作のレコーディング風景などを収録したBlu-ray Discを同梱。

## 収録曲
1. SQUARE THE CIRCLE [5:24]
  - 作詞：川田まみ／作曲・編曲：高瀬一矢
2. No buts! [3:37]
  - 作詞：川田まみ／作曲：中沢伴行／編曲：中沢伴行、尾崎武士
  - テレビアニメ「とある魔術の禁書目録II」前期オープニングテーマ
3. my buddy [4:29]
  - 作詞：川田まみ／作曲：中沢伴行／編曲：中沢伴行、尾崎武士
4. Don't stop me now! [4:06]
  - 作詞：川田まみ／作曲・編曲：井内舞子
5. Clap!Clap!Clap! [4:30]
  - 作詞：川田まみ／作曲：尾崎武士／編曲：尾崎武士、中沢伴行
6. Usual… [3:37]
  - 作曲・編曲：中沢伴行、尾崎武士、川田まみ
7. See visionS [5:26]
  - 作詞：川田まみ／作曲・編曲：井内舞子
  - テレビアニメ「とある魔術の禁書目録II」後期オープニングテーマ
8. live a lie [6:20]
  - 作詞：川田まみ／作曲・編曲：C.G mix
9. Midnight trip // memories of childhood [4:11]
  - 作詞：川田まみ／作曲・編曲：高瀬一矢
10. らせん階段 [4:47]
  - 作詞：川田まみ／作曲・編曲：井内舞子
11. F [5:50]
  - 作詞：川田まみ／作曲・編曲：中崎舞
12. Going back to square one [3:49]
  - 作詞：川田まみ／作曲：尾崎武士／編曲：尾崎武士、中沢伴行
13. Serment [4:12]
  - 作詞：川田まみ／作曲：中沢伴行／編曲：中沢伴行、尾崎武士
  - テレビアニメ「灼眼のシャナIII-Final-」後期オープニングテーマ